# Pseudobulweria macgillivrayi
Pseudobulweria macgillivrayi là một loài chim trong họ Procellariidae.